# Тобі Едвард Розенталь

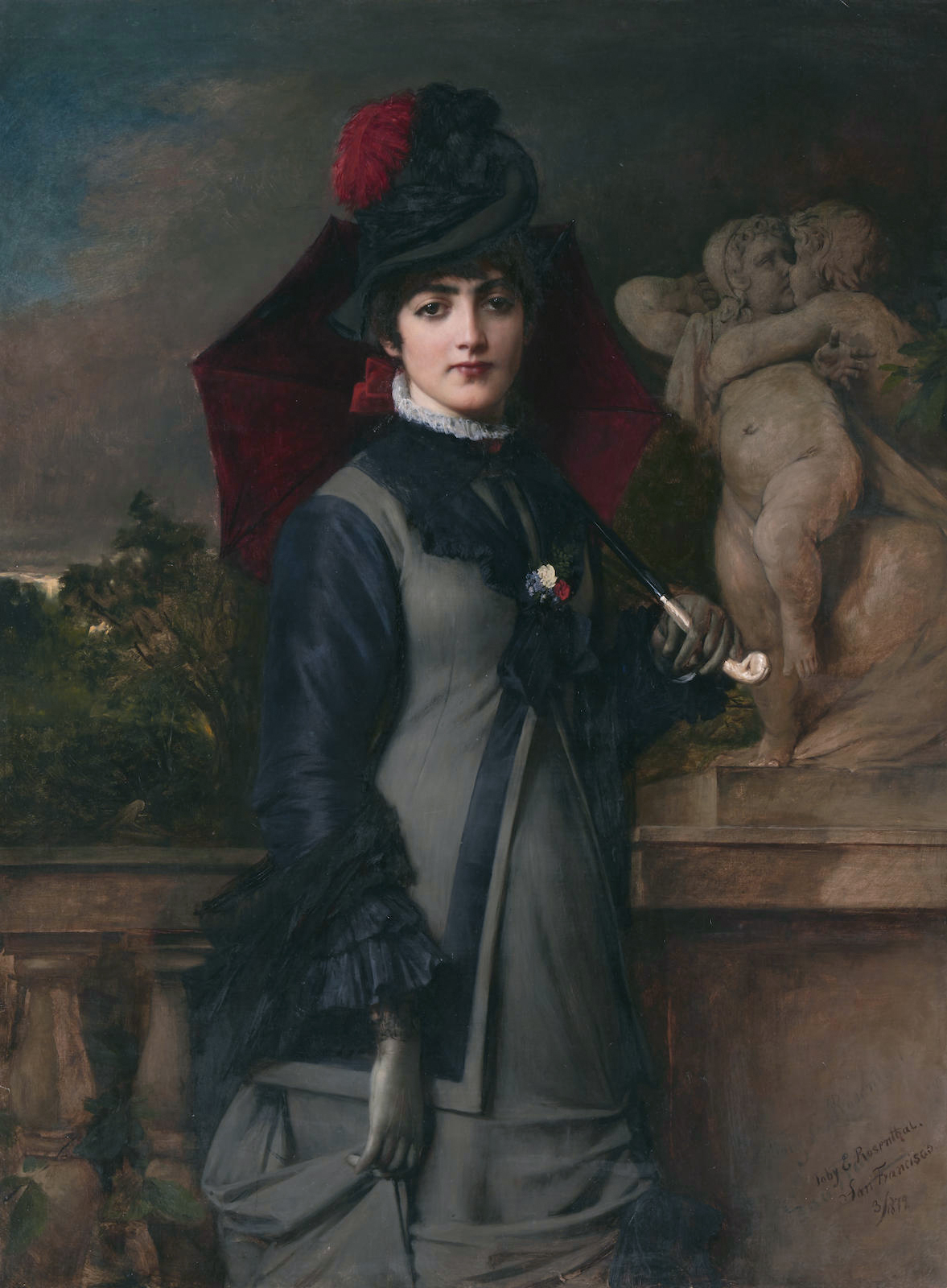
Молода жінка з парасолькою (1879)

Тобі Едвард Розенталь (нім. Toby Edward Rosenthal; 15 березня 1848 року, Штрасбург — 23 грудня 1917 року, Мюнхен) — американський художник родом з Німеччини.

## Біографія
Тобі Едвард Розенталь народився 15 березня 1848 року в Прусії. В 1855 році з родиною переїхав до Сан-Франциско, де  навчався живопису у Фортунато Арріоли. У 14 років він почав кар'єру художника, навчався в Школі дизайну міста Сан-Франциско. У 1865 році він поїхав до Мюнхена, виховувався у Королівській академії під керівництвом Штрахубера, Карла Рауппа та Карла Теодора фон Пілоті. Розенталь отримав медалі в Мюнхені в 1870 і 1883 роках, а також у Філадельфії в 1876 році. Його професійне життя пройшло в Європі.
Він був викладачем Каліфорнійської школи дизайну (тепер Художній інститут Сан-Франциско), де його  учнем був Джозеф Дуайт Стронг-молодший 

## Творчість
Художника приваблювала історична тематика. Розенталь писав картини про  драматичних героїв. Проживаючи в Німеччині, Розенталь отримував  важливі замовлення з Америки. Одним з них стала картина «Суд над Констанс де Беверлі» за поемою Вальтера Скотта «Марміон», за яку художник отримав золоту медаль на Мюнхенській міжнародній художній виставці 1883 року.

## Полотна
- «Остання пропозиція любові»
- «Весняна радість і печаль» (1868)
- «Й. С. Бах та його родина на ранкових молитвах», Лейпцигський музей;( 1870)
- «Прекрасна Єлена», 1874)
- «Молодий чернець у трапезній» (1875)
- «Заборонена печаль»
- «Хто сміється останнім, сміється найкраще», жартівливий жанровий диптих
- «Стривожений дівочий інтернат» (1877)
- «Молитва матері» (1881)
- «Порожнє місце» (1882)
- «Випробування черниці Констанс де Беверлі», (Лос - Анджелес, Музей мистецтв округу, 1883)
- «Урок танців під час імперії»
- «Від'їзд від родини»
- «З води у вогнище»(1871)

## Інші роботи
- Тобі Е. Розенталь, (Спогади про художника), Мюнхен: Річард Пфлаум, 1927.